# پل شنار
پل شنار (به انگلیسی: Paul Shenar) (زاده ۱۲ فوریهٔ ۱۹۳۶-درگذشته ۱۱ اکتبر ۱۹۸۹) بازیگرآمریکایی است.
از فیلم‌های معروفی که وی در آنها نقش آفرینی کرده می‌توان به فیلم‌های انتقام منصفانه و صورت زخمی اشاره کرد.